# Silagolo
Silagolo (Sila Golo) ist eine osttimoresische Aldeia im Suco Lupal (Verwaltungsamt Lolotoe, Gemeinde Bobonaro). 2015 lebten in der Aldeia 139 Menschen.

## Geographie
Silagolo bildet den Mittelteil des Sucos Lupal. Östlich befindet sich die Aldeia Dilai, westlich die Aldeia Lupaltaz. Im Süden und Nordwesten grenzt Silagolo an den Suco Opa, im Norden an den Suco Guda und im Nordosten an den Suco Beco, der zur Gemeinde Cova Lima gehört. Der Fluss Foura bildet einen Großteil der Südgrenze. Der Zola, ein Nebenfluss des Loumea, entspringt im Norden von Silagolo und folgt einem Teil der Grenze zu Beco.
Das Zentrum durchquert eine unbefestigte Piste. An ihr liegt in der Mitte der Aldeia das Dorf Silagolo. Er ist umgeben von den Bergen Lolo Holgeben (652 m), Sahe (879 m) und Manolor (678 m). An der Nordgrenze zu Guda befinden sich die Berge Lolo Manukati (1193 m) und Sabi (1288 m). Im Süden liegt der Lolo Burapu (425 m).
Im Dorf Silagolo befinden sich eine Grundschule und eine medizinische Station.

## Politik
2023 wurde Filomeno Barros zum Chefe de Aldeia gewählt.